# Singojuruh (plaats)
Singojuruh is een bestuurslaag in het regentschap Banyuwangi van de provincie Oost-Java, Indonesië. Singojuruh telt 6743 inwoners (volkstelling 2010).